# Alexandrella mandibulata
Alexandrella mandibulata is een vlokreeftensoort uit de familie van de Stilipedidae. De wetenschappelijke naam van de soort is voor het eerst geldig gepubliceerd in 2005 door Berge & Vader.